# Население Нью-Йорка
Демографические данные Нью-Йорка показывают, что это большой и этнически разнообразный мегаполис, самый густонаселенный на территории США.

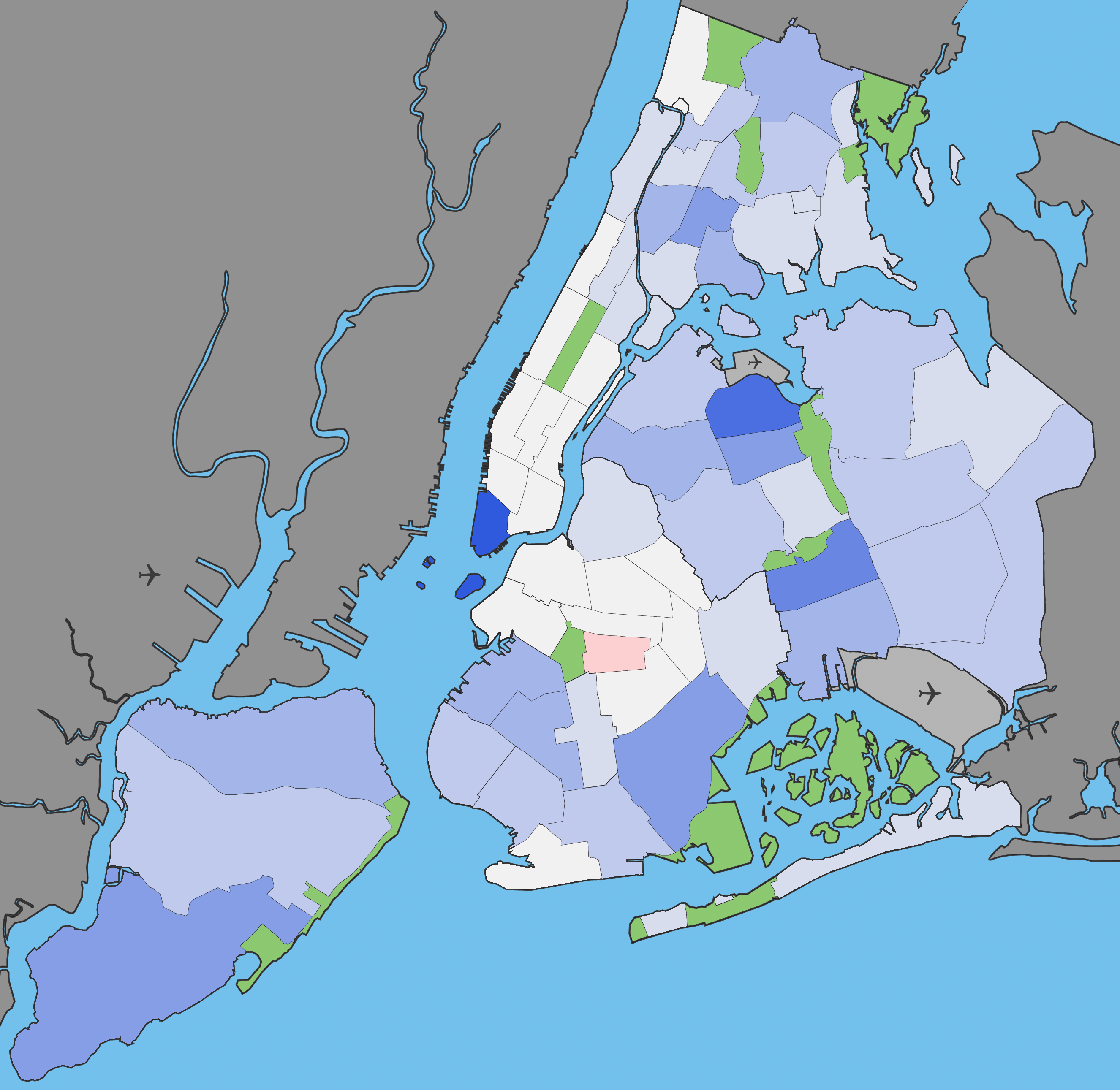
Прирост населения (синий) и убыль населения (красный) с 1990 по 2000 год.

В городе живет около 8,3 миллиона человек, данные 2019 года, в агломерации Нью-Йорка, широко известной как «Большой Нью-Йорк», проживает более 26 миллионов человек.
Выражение «плавильный котёл» было придумано для описания смешения различных рас в период бурной иммиграции в районе Нижнего Ист-Сайда.
По состоянию на 2005 год в городе говорят почти на 170 разных языках, 36 % жителей Нью-Йорка родились за границей.
В 2020 году из Нью-Йорка уехало больше жителей, чем из любого другого штата[прояснить] в Америке. По данным Бюро переписи населения США от 22 декабря, в период с июля 2019 года по июль 2020 года Нью-Йорк покинули 126 355 человек, что составляет около 0,65 % от общего постоянного населения.

## Население
| 1698       | 1712       | 1723       | 1737       | 1746       | 1756       | 1771       | 1790       | 1800       | 1810       | 1820       | 1830       |
| ---------- | ---------- | ---------- | ---------- | ---------- | ---------- | ---------- | ---------- | ---------- | ---------- | ---------- | ---------- |
| 4937       | ↗5840      | ↗7248      | ↗10 664    | ↗11 717    | ↗13 046    | ↗21 863    | ↗49 401    | ↗79 216    | ↗119 734   | ↗152 056   | ↗242 278   |
| 1840       | 1850       | 1860       | 1870       | 1880       | 1890       | 1900       | 1910       | 1920       | 1930       | 1940       | 1950       |
| ↗391 114   | ↗696 115   | ↗1 174 779 | ↗1 478 103 | ↗1 911 698 | ↗2 507 414 | ↗3 437 202 | ↗4 766 883 | ↗5 620 048 | ↗6 930 446 | ↗9 454 995 | ↘7 891 957 |
| 1960       | 1970       | 1980       | 1990       | 2000       | 2010[…]    | 2013       | 2015       | 2016       | 2018       | 2020       |            |
| ↘7 781 984 | ↗7 894 862 | ↘7 071 639 | ↗7 322 564 | ↗8 008 288 | ↗8 175 133 | ↗8 405 837 | ↗8 516 502 | ↗8 537 673 | ↘8 398 748 | ↗8 804 190 |            |

Примечание: 1880 и 1890 года включают часть Бронкса. С 1900 года, данные пяти районов.
Источники: 1698—1771, 1790—1990, 2000 и 2010, 2020.

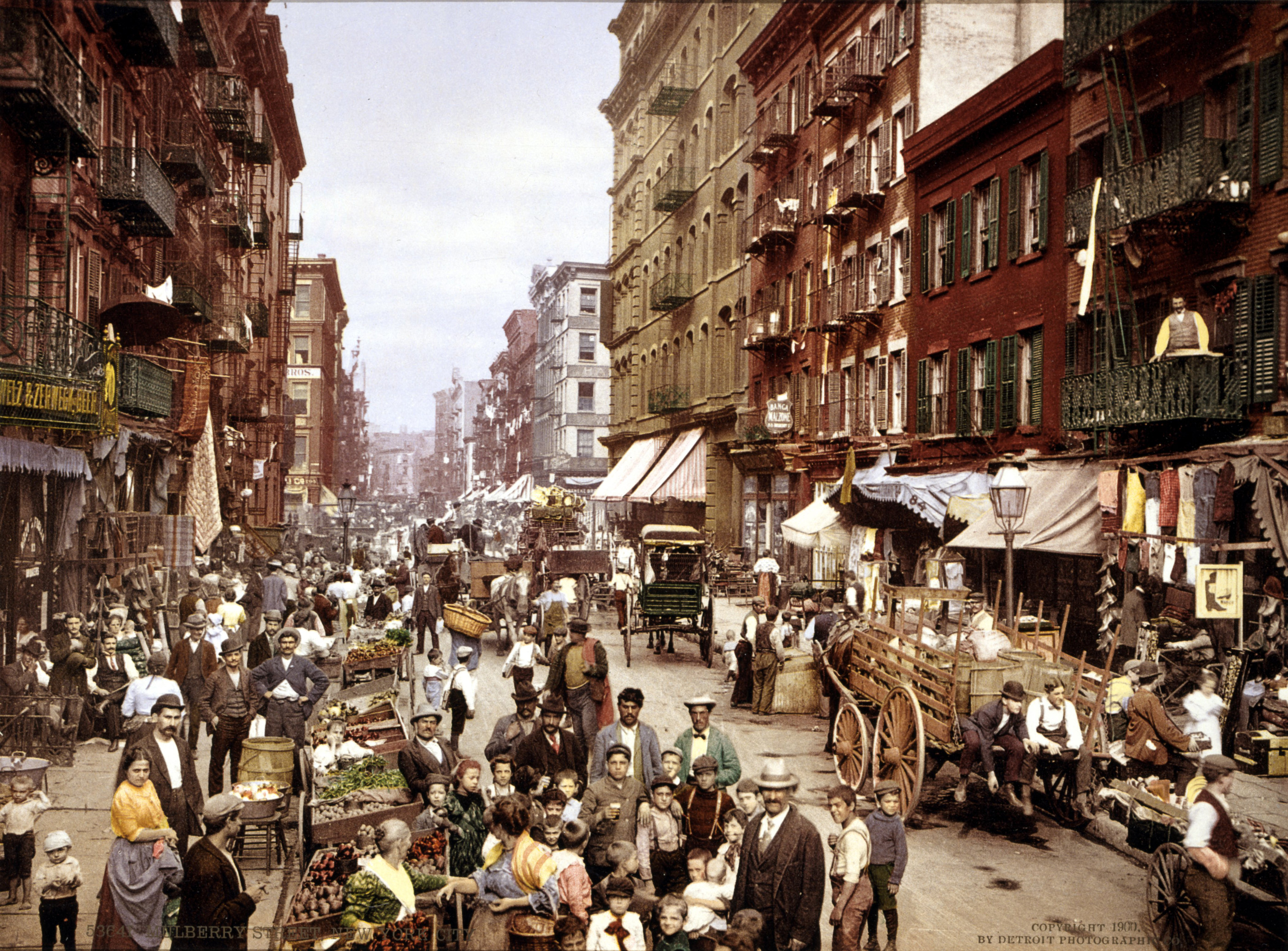
Маленькая Италия на Манхэттене

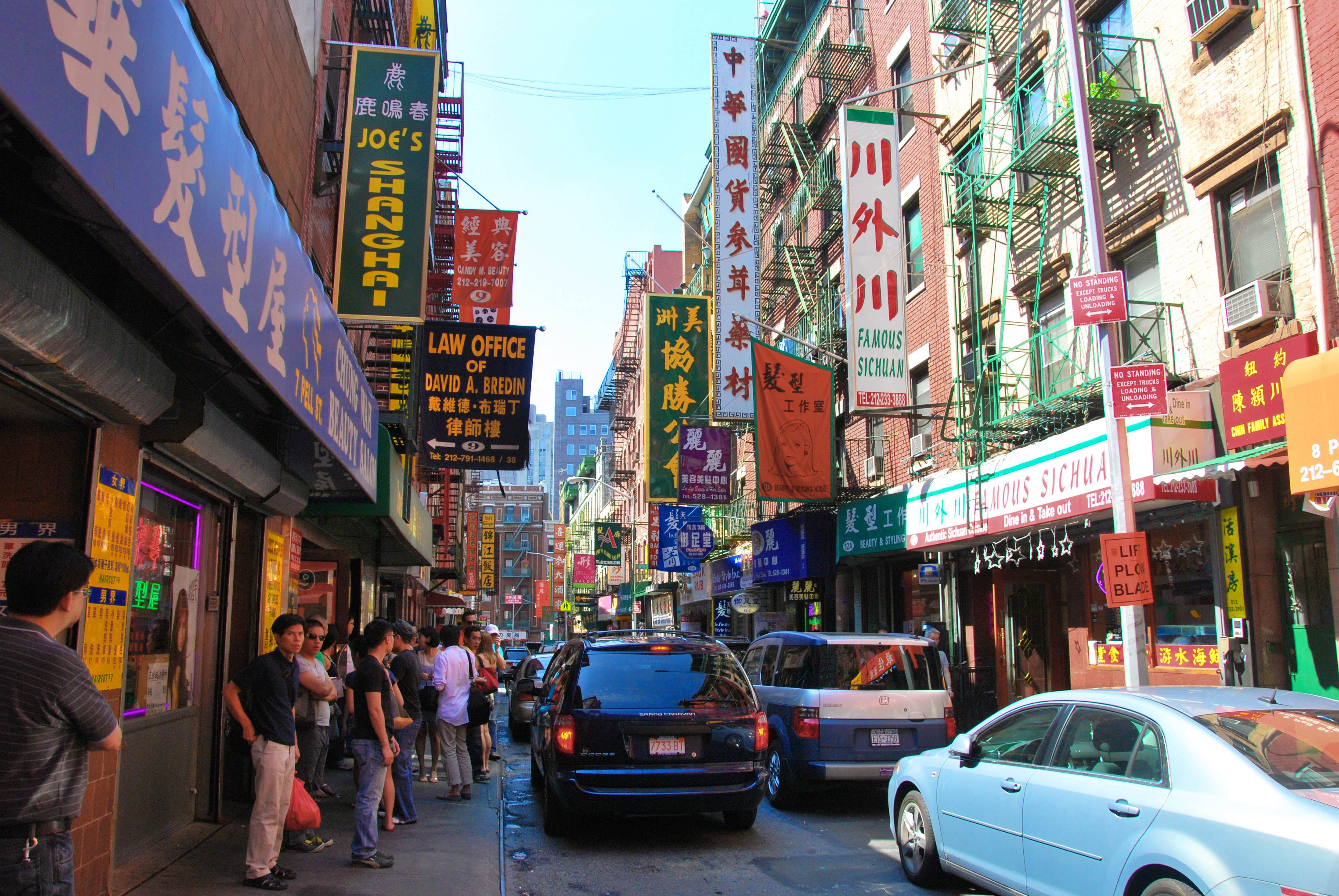
Чайна-таун на Манхэттене

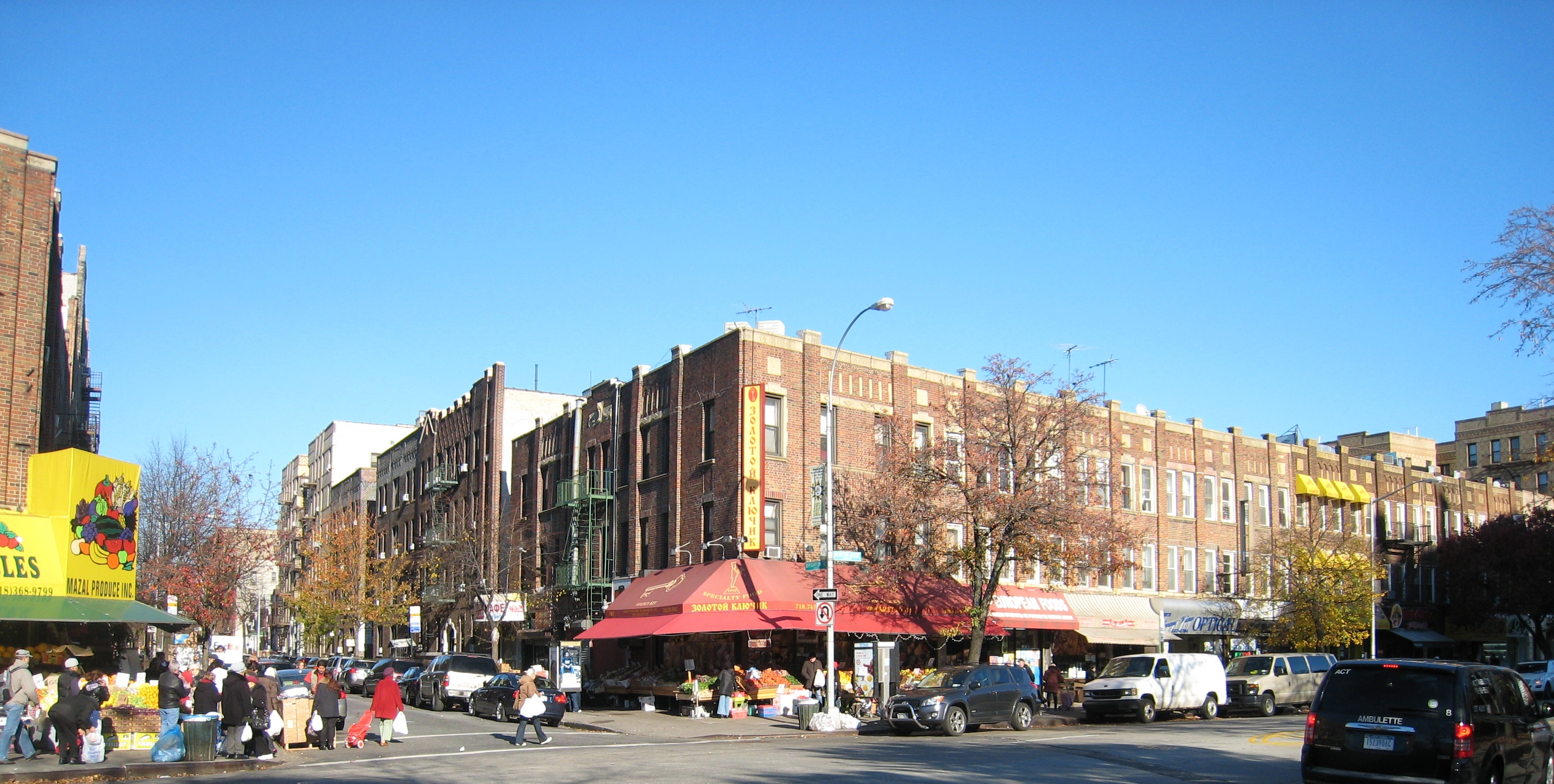
Маленькая Одесса в Бруклине

В прошлом подавляющее большинство населения города составляли переселенцы из Европы: в середине XIX века — преимущественно ирландцы и немцы, к началу XX века — евреи и итальянцы. В 1940 году примерно 94 % населения неофициальной столицы США составляли белые. Однако этнический облик стремительно менялся по мере переселения белых в пригороды. Это явление, получившее название «субурбанизация», впервые в массовом масштабе проявилось именно в Нью-Йорке. В пределах городской черты уезжавших замещали представители других рас. За последние десятилетия Нью-Йорк принял немало выходцев из Азии, особенно китайцев, индийцев и пакистанцев, а также уроженцев многих стран Латинской Америки и Карибского бассейна. 
Кроме того, начиная с 1970-х годов Нью-Йорк на несколько десятилетий стал центром притяжения русскоязычных эмигрантов из СССР, почти все из которых имели еврейские корни, либо являлись мужьями/женами лиц еврейской национальности. Наряду с обычными учителями, врачами, таксистами, продавцами, строителями и так далее, в 1970-х—1980-х гг. в Нью-Йорке обосновалось немало популярных советских спортсменов, музыкантов, художников и актеров. Так появился в современном виде микрорайон Брайтон Бич (он же — Маленькая Одесса) на южной окраине Бруклина. Район по сей день служит чем-то вроде «СССР в миниатюре», его населяют десятки тысяч евреев, русских, украинцев, беларусов, узбеков, грузин, армян и т.д. В районе работают десятки русскоязычных ресторанов, кафе и магазинов, работники которых свободно владеют русским языком, а многие даже не знают английского. Если в 1990-е на Брайтон по-прежнему ехали в основном евреи, то начиная с 2000-х годов среди вновь прибывших становится все меньше евреев и все больше выходцев из Средней Азии и Закавказья, а также россиян и украинцев абсолютно любых национальностей.

### Расовый состав
| Расовый состав                 | 2010   | 1990   | 1970   | 1940   |
| ------------------------------ | ------ | ------ | ------ | ------ |
| Белые американцы               | 44.0 % | 52.3 % | 76.6 % | 93.6 % |
| —Неиспаноязычные белые         | 33.3 % | 43.2 % | 62.9 % | 92.0 % |
| —Белые латиноамериканцы        | 10.7 % | 9.1 %  | 13.5 % | 1.6 %  |
| Чернокожие или афроамериканцы  | 25.5 % | 28.7 % | 21.1 % | 6.1 %  |
| Латиноамериканцы (кроме белых) | 17.9 % | 15.3 % | 2.7 %  | −      |
| Азиаты                         | 12.7 % | 7.0 %  | 1.2 %  | −      |

### Языки
| Язык                      | Боро (Нью-Йорк) | Боро (Нью-Йорк) | Боро (Нью-Йорк) | Боро (Нью-Йорк) | Боро (Нью-Йорк) | Общая   |
| Язык                      | Бронкс          | Бруклин         | Манхэттен       | Куинс           | Стейтен-Айленд  | Общая   |
| ------------------------- | --------------- | --------------- | --------------- | --------------- | --------------- | ------- |
| Английский (Американский) | 41,74 %         | 53,45 %         | 59,73 %         | 43,66 %         | 69,57 %         | 50,96 % |
| Испанский язык            | 47,16 %         | 16,62 %         | 22,50 %         | 23,91 %         | 10,44 %         | 24,56 % |
| Китайский                 | 0,49 %          | 7,24 %          | 5,32 %          | 8,90 %          | 2,58 %          | 5,92 %  |
| Русский язык              | 0,20 %          | 5,33 %          | 0,82 %          | 1,70 %          | 3,46 %          | 2,49 %  |
| Креольский французский    | 0,36 %          | 3,07 %          | 0,22 %          | 1,30 %          | 0,18 %          | 1,41 %  |
| Идиш                      | 0,03 %          | 3,50 %          | 0,08 %          | 0,09 %          | 0,05 %          | 1,12 %  |
| Французский класс.        | 1,09 %          | 0,87 %          | 2,36 %          | 0,65 %          | 0,38 %          | 1,11 %  |
| Итальянский               | 0,72 %          | 0,99 %          | 0,64 %          | 1,14 %          | 2,55 %          | 1,00 %  |
| Африканские языки         | 3,49 %          | 0,56 %          | 0,65 %          | 0,54 %          | 0,55 %          | 1,07 %  |
| Корейский язык            | 0,17 %          | 0,24 %          | 0,89 %          | 2,36 %          | 0,75 %          | 0,97 %  |
| Арабский язык             | 0,43 %          | Более 1,22 %    | 0,40 %          | 0,68 %          | 1,49 %          | 0,80 %  |
| Польский язык             | 0,08 %          | 0,84 %          | 0,27 %          | 1,17 %          | 1,02 %          | 0,70 %  |
| Тагальский язык           | 0,35 %          | 0,20 %          | 0,40 %          | 1,43 %          | 0,83 %          | 0,64 %  |
| Иврит                     | 0,07 %          | 1,01 %          | 0,69 %          | 0,43 %          | 0,30 %          | 0,59 %  |
| Урду                      | 0,24 %          | 0,84 %          | 0,13 %          | 0,90 %          | 0,65 %          | 0,60 %  |
| Греческий язык            | 0,15 %          | 0,33 %          | 0,24 %          | 1,28 %          | 0,35 %          | 0,54 %  |
| Хинди                     | 0,09 %          | 0,14 %          | 0,44 %          | 0,91 %          | 0,35 %          | 0,41 %  |
| Японский язык             | 0,06 %          | 0,15 %          | 0,75 %          | 0,27 %          | 0,06 %          | 0,28 %  |
| Немецкий язык             | 0,06 %          | 0,18 %          | 0,67 %          | 0,25 %          | 0,14 %          | 0,27 %  |
| Португальский язык        | 0,08 %          | 0,10 %          | 0,49 %          | 0,32 %          | 0,05 %          | 0,23 %  |
| Сербохорватский язык      | 0,10 %          | 0,11 %          | 0,18 %          | 0,42 %          | 0,25 %          | 0,22 %  |
| Персидский язык           | 0,03 %          | 0,10 %          | 0,16 %          | 0,24 %          | 0,05 %          | 0,14 %  |
| Гуджарати                 | 0,22 %          | 0,14 %          | 0,09 %          | 0,13 %          | 0,11 %          | 0,14 %  |
| Вьетнамский               | 0,02 %          | 0,03 %          | 0,12 %          | 0,25 %          | 0,14 %          | 0,11 %  |
| Венгерский язык           | 0,06 %          | 0,13 %          | 0,09 %          | 0,11 %          | 0,03 %          | 0,10 %  |
| Тайский язык              | 0,03 %          | 0,03 %          | 0,05 %          | 0,16 %          | 0,03 %          | 0,07 %  |

## Районы
| \| Обзорная таблица \| Обзорная таблица \| Обзорная таблица \| Обзорная таблица \| \| Боро \| Округ \| Население (оценка на июль 2011) \| Площадь, км² \| \| ------------------------------------------------- \| ---------------- \| ------------------------------- \| ---------------- \| \| Манхэттен \| Нью-Йорк \| 1 601 948 \| 59 \| \| Бруклин \| Кингс \| 2 532 645 \| 183 \| \| Куинс \| Куинс \| 2 247 848 \| 283 \| \| Бронкс \| Бронкс \| 1 392 002 \| 109 \| \| Статен-Айленд \| Ричмонд \| 470 467 \| 151 \| \| Нью-Йорк (город) \| Нью-Йорк (город) \| 8 244 910 \| 786 \| \| штат Нью-Йорк \| штат Нью-Йорк \| 19 465 197 \| 122 284 \| \| Источник: Бюро переписи населения США[13][18][19] \| \| \| \| |                  |                                 |              |
| Обзорная таблица |                  |                                 |              |
| Боро | Округ            | Население (оценка на июль 2011) | Площадь, км² |
| Манхэттен | Нью-Йорк         | 1 601 948                       | 59           |
| Бруклин | Кингс            | 2 532 645                       | 183          |
| Куинс | Куинс            | 2 247 848                       | 283          |
| Бронкс | Бронкс           | 1 392 002                       | 109          |
| Статен-Айленд | Ричмонд          | 470 467                         | 151          |
| Нью-Йорк (город) | Нью-Йорк (город) | 8 244 910                       | 786          |
| штат Нью-Йорк | штат Нью-Йорк    | 19 465 197                      | 122 284      |
| Источник: Бюро переписи населения США |                  |                                 |              |